# Clamorosaurus
Genre
Clamorosaurus est un genre fossile d'amphibiens temnospondyles de la famille Eryopidae. Selon Paleobiology Database, en 2022, ce genre est représenté par deux espèces, Clamorosaurus borealis et Clamorosaurus nocturnus.

## Présentation
Des fossiles de Clamorosaurus borealis ont été trouvés dans la formation Inta (série de Vorkouta) en Russie. Ils sont datés d'il y a environ 272,5 millions d'années, soit pendant l'intervalle Ufimien du Permien. Deux espèces ont été nommées : C. borealis et C. nocturnus.
Clamorosaurus avait une longueur d'environ 23 cm. Les espaces dans l'os interptérygoïde de Clamorosaurus étaient arrondis à l'avant. Les narines externes étaient grandes. Ces deux traits sont des caractéristiques de tous les membres des Eryopidae.